# Uromyces archerianus
Uromyces archerianus ist eine Ständerpilzart aus der Ordnung der Rostpilze (Pucciniales). Der Pilz ist ein Endoparasit der Süßgrasgattungen Chloris und Enteropogon. Symptome des Befalls durch die Art sind Rostflecken und Pusteln auf den Blattoberflächen der Wirtspflanzen. Sie kommt in Amerika und Afrika vor.

## Merkmale

### Makroskopische Merkmale
Uromyces archerianus ist mit bloßem Auge nur anhand der auf der Oberfläche des Wirtes hervortretenden Sporenlager zu erkennen. Sie wachsen in Nestern, die als gelbliche bis braune Flecken und Pusteln auf den Blattoberflächen erscheinen.

### Mikroskopische Merkmale
Das Myzel von Uromyces archerianus wächst wie bei allen Uromyces-Arten interzellulär und bildet Saugfäden, die in das Speichergewebe des Wirtes wachsen. Die Spermogonien und Aecien der Art sind nicht bekannt. Die zimtbraunen Uredien des Pilzes wachsen unterseitig auf den Wirtsblättern. Seine goldenen bis zimtbraunen Uredosporen sind 23–27 × 22–26 µm groß, zumeist kugelig bis breitellipsoid und runzlig-warzig. Die Telien der Art sind schwarzbraun, kompakt und früh unbedeckt. Die kastanienbraunen Teliosporen sind einzellig, in der Regel eiförmig bis kugelig und 24–29 × 20–24 µm groß. Ihre Stiele sind gelblich und bis zu 120 µm lang.

## Verbreitung
Das bekannte Verbreitungsgebiet von Uromyces archerianus umfasst Nordamerika von Mexiko bis in die südlichen USA sowie Uganda, Südafrika und Tansania. Auch aus Australien wurden Funde gemeldet.

## Ökologie
Die Wirtspflanzen von Uromyces archerianus sind Chloris breviseta, C. virgata und Enteropogon monostachya. Der Pilz ernährt sich von den im Speichergewebe der Pflanzen vorhandenen Nährstoffen, seine Sporenlager brechen später durch die Blattoberfläche und setzen Sporen frei. Die Art durchläuft einen Entwicklungszyklus, von dem bisher nur Telien und Uredien sowie deren Wirt bekannt sind; Spermogonien und Aecien konnten ihr nicht zugewiesen werden.